# True Corporation
True Corporation Public Company Limited (gọi tắt là True) là tập đoàn conglomerate về công nghệ viễn thông của Thái Lan. True sở hữu nhà phân phối truyền hình cáp lớn nhất Thái Lan - TrueVisions, nhà cung cấp mạng internet lớn nhất Thái Lan - True Internet và nhà mạng di động lớn thứ hai Thái Lan - TrueMove H (vượt qua Dtac tháng 1 năm 2017). Tính đến tháng 8 năm 2014, True, cùng với quỹ cơ sở hạ tầng viễn thông True Telecommunications Growth Infrastructure Fund, có thị phần trị giá khoảng 10 tỉ USD.